# Campbell Stephen
Campbell Stephen (* 29. März 1884; † 25. Oktober 1947) war ein britischer Politiker (Independent Labour Party).

## Leben und Tätigkeit
Stephen wurde an der Townhead Public School, der Allan Glen’s School und an der Universität Glasgow ausgebildet. Er wurde zunächst Geistlicher (Reverend) der Church of Scotland bei der United Free Church in Androssan, Ayrshire, wandte sich aber nach einem Streit mit seiner Kongregation von der aktiven geistlichen Tätigkeit ab. Stattdessen arbeitete er einige Jahre lang als Lehrer für Mathematik und Naturwissenschaften und später als Rechtsanwalt.
Bei der britischen Parlamentswahl vom November 1922 wurde Stephen als Kandidat der Independent Labour Party (ILP) im Wahlkreis Glasgow Camlachie als Abgeordneter ins House of Commons, das britische Parlament, gewählt. Diesem gehört er zunächst sieben Jahre lang, bis zur Parlamentswahl des Jahres 1929 an, bei der er sein Mandat an den konservativen Gegenkandidaten Stevenson verlor. Vier Jahre später, bei der Unterhauswahl des Jahres 1935, konnte Stephen seinen Sitz im Parlament zurückerobern, und erneut als Vertreter des Wahlkreises Glasgow Camlachie ins Parlament einziehen. Nachdem er bei der Parlamentswahl vom Sommer 19445 wiedergewählt worden war, gehörte er dem Parlament diesmal zwölf Jahre lang (insgesamt neunzehn Jahre lang) an.
Als Abgeordneter galt Stephen als enger Anhänger von James Maxton, der ihn zum Einpeitscher ILP-Fraktion im House of Commons machte. Im Oktober 1947, kurz vor seinem Tod, kehrte Stephen zur Labour Party zurück.

## Familie
Stephen war seit 1945 mit Dorothy Jewson, einer ehemaligen Unterhausabgeordneten der Labour-Party für den Wahlkreis Norwich, verheiratet.